# The Falcon Takes Over
The Falcon Takes Over (Brasil: Nas Garras do Falcão ) é um filme estadunidense de 1942, do gênero policial, dirigido por Irving Reis e estrelado por George Sanders e Lynn Bari. Este é o terceiro dos treze filmes B que a RKO Pictures produziu com o detetive O Falcão, um personagem calcado em O Santo (mais algumas características de Don Juan e Philo Vance), criado por  Michael Arlen no conto The Gay Falcon, publicado em 1940.  Devido as semelhanças com O Santo, Leslie Charteris processou o estúdio. O roteiro no entanto é baseado no romance Farewell, My Lovely de Raymond Chandler.
Sanders, que interpretara O Santo cinco vezes, assumiu O Falcão em quatro, porém o ator mais identificado com o herói é Tom Conway (irmão de Sanders na vida real!), que estrelou os outros nove filmes da série.

## Elenco
| Ator/Atriz     | Personagem              |
| -------------- | ----------------------- |
| George Sanders | Gay Lawrence / O Falcão |
| Lynn Bari      | Ann Riordan             |
| James Gleason  | Inspetor Mike O'Hara    |